# Aorno

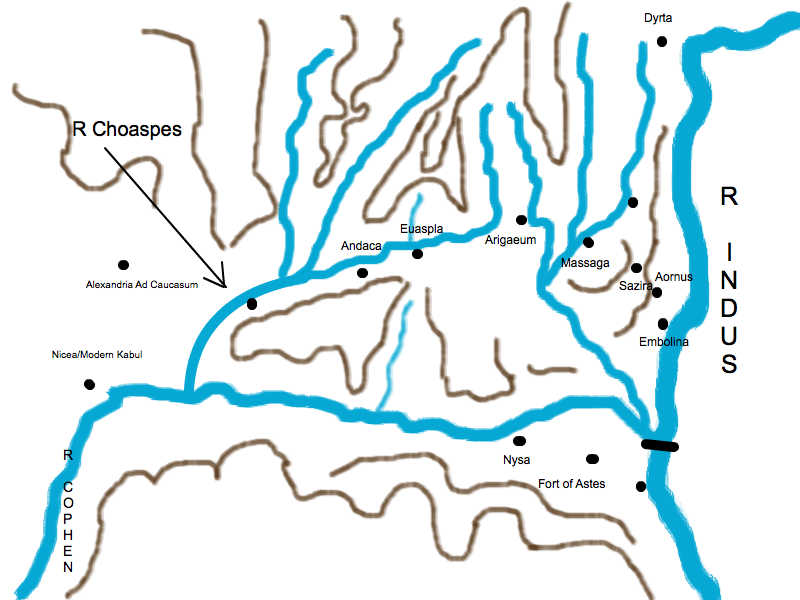
La regione del Cophen (l'attuale fiume Kabul) e l'alta valle dell'Indo

Aorno (in greco antico: Ἄορνος?, Aornos), situata nel Kashmir pakistano, era un'antica fortezza collocata nel territorio degli Assaceni (o Assakeni), un popolo montanaro affine ai Saci e ai Massageti. Aorno fu conquistata da Alessandro Magno nell'aprile del 326 a.C. durante la sua avanzata verso l'India.
Il termine greco antico Aornos significa letteralmente «dove gli uccelli non possono volare»; secondo un'altra teoria, deriverebbe da un termine indo-iranico che significa «luogo fortificato». Il nome Aornos è usato nelle fonti anche per indicare la cittadella della Sogdiana, chiamata dai Persiani Avarana, dove Alessandro catturò Rossane nel 327.

## Il sito
Situato su una rocca scoscesa che si erge sopra gole strette, a quasi 2000 metri di altitudine, nel sud dell'antico Gandhara, in un'ansa del fiume Indo, il forte di Aorno era considerato inespugnabile. Secondo la leggenda, né Eracle né Indra nella mitologia induista riuscirono a scalarlo. L'unico accesso era una scalinata scavata nella roccia. Sulla sommità del picco roccioso, che è pianeggiante, si trovavano sorgenti d'acqua, un bosco e un'area coltivabile in grado di sfamare fino a 1000 persone.
All'inizio del XX secolo, l'archeologo Aurel Stein identificò il sito di Aorno a nord della montagna di Pir Sar, nel Kashmir pakistano, nella provincia di Khyber Pakhtunkhwa, vicino al Passo Khyber, a ovest di Thakot. Tuttavia, secondo l'orientalista Giuseppe Tucci, il sito corrisponderebbe invece alla vetta del monte Elum Ghar, sempre nella provincia di Khyber Pakhtunkhwa.

### Storie antiche
- Arriano, Anabasi, IV, 29-30.
- Diodoro Siculo, Biblioteca storica, XVII, 85, 3-7.
- Cuzio Rufo, Storia di Alessandro Magno, VIII, 11, 6-7.

### Saggi e biografie
- (FR) Pierre Briant, Alexandre le Grand, PUF, 1994  [1974],  p. 178.
- (FR) Paul Faure, Alexandre, Fayard, 1985,  p. 578.
- (FR) Paul Goukowsky, Le monde grec et l'Orient - Alexandre et la conquête de l'Orient, vol. 2, PUF, 1993  [1975],  p. 307.